# Histophilus somni
|  | Dieser Artikel wurde aufgrund von formalen oder inhaltlichen Mängeln in der Qualitätssicherung Biologie zur Verbesserung eingetragen. Dies geschieht, um die Qualität der Biologie-Artikel auf ein akzeptables Niveau zu bringen. Bitte hilf mit, diesen Artikel zu verbessern! Artikel, die nicht signifikant verbessert werden, können gegebenenfalls gelöscht werden. Lies dazu auch die näheren Informationen in den Mindestanforderungen an Biologie-Artikel. |

Histophilus somni (früher Haemophilus somnus) ist ein Gram-negatives Bakterium, das seit 2003 als neue Art der Familie Pasteurellaceae die vormals als Haemophilus agni, Histophilus ovis und Haemophilus somnus beschriebenen Bakterien zusammenfasst.

## Morphologie
Es stellen sich pleomorphe, gelbliche Stäbchen dar, die unbeweglich sind und keine Sporen bilden. In der Gramfärbung werden sie rot (sind also gramnegativ).

## Kultur
Wachstumsbedingung: fakultativ anaerob/mikroaerophil.
Zeigt meist keine Hämolyse.

## Biochemie
- Katalase: negativ (keine Bläschen)
- Oxidase: verzögert positiv (blau)
- X- bzw. V-Faktor: keine Abhängigkeit
- Urease: negativ (gelb)
- H2S: negativ (keine Schwarzfärbung)

## Virulenzfaktoren
| Virulenzfaktor            | | Wirkungsweise                                                                                   |
| ------------------------- | --- | ----------------------------------------------------------------------------------------------- |
| Adhäsionsprotein          | | Ausbildung eines Fibrillennetzwerkes welches von Immunglobulin-bindenden Proteinen umhüllt wird |
| Lipooligosaccharide (LOS) | – keine O-Seitenketten                                                                                         | Beispiel                                                                                        |
| Beispiel                  | – der Kernoligosaccharid besitzt eine höhere Komplexität als bei LPS                                           | → Entzündungsreaktion → Zytokine werden frei wenn CD14-LPS-Komplex an TLR bindet.               |
| Beispiel                  | – auf Grund einer Phasenvariation kommt es zur Bildung verschiedener Epitope (nicht bei subklinischem Verlauf) | → Schutz vor der Körpereigenen Immunantwort → Resistenz gegen das Komplimentsystem              |
| Lipid A                   | Endotoxin |                                                                                                 |
| Transferrin-Eisen-Komplex | | Über Transferrinbindendes Protein (Membran)                                                     |
| Histamin                  | |                                                                                                 |
| Exotoxin                  | |                                                                                                 |
| Apoptoseeinleitung        | |                                                                                                 |

## Bedeutung
ISTMEM (infektiöse septikämisch-thrombosierende Meningoenzephalomyelitis) – Sleeper Syndrom beim Rind (vor allem bei sechs bis zwölf Monate alten Rindern).
Weltweite Verbreitung, aber hauptsächlich in Ländern mit Betrieben mit großen Rinderherden (z. B. USA und Kanada).

## Klinik
Histophilus somni ist ein Opportunist, der bei mukosaler Immunschwäche durch z. B. Transportstress oder eine Virusinfektion zu schwerwiegenden Krankheitsbildern führen kann.
Bei gesunden Rindern und Schafen ist der Erreger hauptsächlich in Präputium bzw. Vagina und beim Rind auch im oberen Respirationstrakt nachweisbar.
Der Erreger hat eine niedrige Tenazität und die Übertragung von Rind zu Rind geschieht über direkten Kontakt oder Tröpfchenübertragung.
Histophilus somni kann zu drei verschiedenen Krankheitsverläufen führen:
- respiratorisch
- zentralnervös
- septikämisch

Generell hat die Krankheit einen schnellen Verlauf.
Histophilus somni ist Teil der enzootischen Bronchopneumonie (Bovine respiratory Disease Complex), umgangssprachlich auch Rindergrippenkomplex genannt. Akute Laryngitis, Pneumonie oder Tracheitis weisen auf einen respiratorischen oder septikämischen Krankheitsverlauf hin. Letzterer führt häufig zu Arthritiden. Nach 12 bis 36 Stunden kann manchmal eine perakute Septikämie entstehen, unabhängig davon ob zuvor respiratorische Symptome sichtbar waren oder nicht. Diese kann zu zentralnervösen Störungen führen.
Der Allgemeinzustand verschlimmert sich rasch und es kommt zu Fieber, Abgeschlagenheit, Ataxie, Parese bis Paralyse, Festliegen der Tiere in Seitenlage mit gestreckter Haltung, Somnolenz, Koma und schließlich bis zum Tod. Die klinischen Symptome sind unspezifisch mit fauligem Mundgeruch und Husten.
Seit 1956 wird das Bakterium in Kanada und den USA in Zusammenhang mit ISTMEM bei Mastrindern gebracht. Seit 1975 tritt das Problem auch in einzelnen Fällen in Deutschland auf, spielt jedoch keine so große Rolle wie auf dem nordamerikanischen Kontinent.
Erkrankt ein Tier an ISTMEM kann sich der Tod innerhalb von 24 Stunden einfinden.
Ist der Genitaltrakt betroffen, treten Aborte, chronische, purulente Endometritis, Unfruchtbarkeit und lebensschwache Kälber als Folgen auf.
Ist der Krankheitsverlauf septikämisch gelangen die Bakterien in die Blutbahn. Dort verursachen sie die Apoptose der Endothelzellen, was wiederum zur Vaskulitis und Thrombose führt.
Mit dem Blut gelangt Histophilus somni ins Gehirn, wo es zu Infiltration von neutrophilen Granulozyten und Gewebsnekrosen kommt.
Kommt der Erreger ins Herz, verursacht er dort Myokarditis mit multiplen Infarkten, Nekrosen und Abszessbildung. Dies zeigt sich klinisch u. a. an einem rechten Herzfehler, Maulatmung und Husten.
Bei Schafen kann es zu Septikämie, Mastitis, Nebenhodenentzündung und experimentell auch zu Meningitis kommen.

## Diagnostik
Hohe Tierdichte, Neuzukauf oder Wetterumschlag sind prädisponierende Faktoren, die in der Anamnese erfasst werden können. Auch die klinischen Befunde tragen zu der Diagnostik bei. Ein Verdacht auf ISTMEM entsteht, wenn eine respiratorische Erkrankung zu einer zentralnervösen Erkrankung führt oder (plötzlich) tödlich endet.
Die Probenentnahme ist abhängig von der Klinik und Untersuchungsmaterial kann u. a. aus Blut, CSF, Gelenken, Gehirn, Pleuraflüssigkeit, Leber oder Niere gewonnen werden.
Die wichtigste Vorgehensweise in der Diagnostik ist der Erregernachweis durch Kultivierung. Die Anzucht wird am besten auf komplexen, nährstoffreichen Nährmedien durchgeführt mit einer CO2-Spannung von fünf bis zehn Prozent. Weiter werden Selektivnärmedien eingesetzt.
Weitere Methoden sind die Serologie und die Immunhistochemie. Die Serologie ist in der Praxis zu langsam, da man sowohl einen Titer für akute als auch einen für rekonvaleszente Fälle braucht.

## Differentialdiagnose
| Krankheitsverlauf | Differentialdiagnose                                                                          |
| ----------------- | --------------------------------------------------------------------------------------------- |
| respiratorisch    | DHV1, Bösartiges Katarrhalfieber, BRSV, Weideemphysem                                         |
| zentralnervös     | Listeriose, Tollwut, Bleivergiftung, Hirnrindennekrose (Vitamin-B1-Mangel), septikämische MEM |

## Pathogenese
Frühe Infektionsphase: Durch die Exopolysaccharide, Biofilmbildung, LOS und OMPs kommt es zu einer Kolonisierung im Wirt. Apoptoseeinleitung und Eisen-Transferrinbindung fördern das Wachstum. Histamin führt zu Ödemen und vermehrter Schleimproduktion was wiederum zu einer Broncho- und Vasokonstriktion führt. LOS lockt Entzündungszellen über Chemotaxis an und es kommt zur Vaskulitis und Thrombose.
Das Bakterium tötet Makrophagen innerhalb von 24 Stunden ab und verursacht einen massiven Einstrom von Entzündungszellen ins Gewebe. Dies verursacht in schweren Fällen Nekrosen und es kommt zur Bildung vieler H.-somni-spezifischer IgEs. Über die Hypersensitivität Typ I kommt es zur anaphylaktischen oder allergischen Reaktion.

## Pathologie
Veränderungen sind hauptsächlich bei Myokarditis und dem respiratorischen Krankheitsverlauf zu beobachten. Bei Myokarditis erscheint die freie Wand des linken Ventrikels blass in ihrer ganzen Dicke. Respiratorische Erkrankungen führen zu Lungenödemen, Stau und fibrinöser Pleuritis.
ISTMEM ist makroskopisch schwer nachvollziehbar.
Mikroskopisch können Vaskulitis, eine neutrophile Entzündung und Gewebsnekrosen der betroffenen Organe erkannt werden.

## Therapie
Antibiotika wie Penicillin, Sulfonamid, Florfenicol und Oxytetracyclin (gute Erfolge bei ISTMEM wenn Gabe sofort bei ersten klinischen Anzeichen) zeigen Wirksamkeit. Die Behandlungserfolge sind jedoch sehr abhängig davon wie früh die Behandlung begonnen wird.

## Prophylaxe
Vorbeugende Maßnahmen sind prinzipiell schwer, da der Erreger ubiquitär vorkommt.
Impfungen gibt es hauptsächlich gegen ISTMEM, die Impferfolge sind jedoch umstritten. Sie wird in Deutschland in der Regel nicht durchgeführt, da es nur wenige Ausbrüche gibt. In den USA ist sie mehr im Einsatz, da Histophilus somni dort deutlich häufiger auftritt und es teilweise 100 % positive Herden gibt.
Die Untersuchung von Besamungsbullen vor Zuchteinsatz kann die Verbreitung stark einschränken.